# Andrea Russotto
Andrea Russotto (Roma, 25 de maio de 1988) é um futebolista italiano que joga na equipe do Crotone.

## Características técnicas
Dotado de uma ótima técnica aliada a uma boa aceleração, Andrea Russotto é uma das maiores promessas do futebol italiano. É um trequartista, mas pode também jogar no ataque ou atrás dos meias, graças a sua ótima visão de jogo.
Foi tentado por grandes clubes Europeus, como a Roma e diversos outros times da Inglaterra. Acabou preferindo a força e tradição do Napoli.

## Perfil
Russotto começou a carreira como segundo ponta, mas também pode jogar como trequartista sem maiores problemas. Dono de ótima visão de jogo, passes de categoria e de dribles desconcertantes, não são poucas as comparações que surgem sobre o jovem canhoto. Cotejá-lo com Baggio e Totti tornou-se lugar-comum desde seu surgimento, mas é com Cassano que se assemelha mais seu jogo.

## Clubes
- 2004-2005 - Bellinzona
- 2005 - Cisco Roma (empréstimo)
- 2005-2008 - Treviso (e.)
- 2008-2009 - Napoli (e.)
- 2009-2010 - Bellinzona
- 2010 - Crotone (e.)

## Curiosidades
- Andrea é um grande torcedor da Lazio.
- Em janeiro de 2005, José Mourinho pediu sua contratação ao Chelsea.